# Qasr al-Ayan
Elayan Castle (tiếng Ả Rập: قلعة عليان) là một ngôi làng Syria nằm ở phó huyện Ayn Halaqim ở huyện Masyaf, Hama. Theo Cục Thống kê Trung ương Syria (CBS), Lâu đài Elayan có dân số là 257 người trong cuộc điều tra dân số năm 2004.